# Craibiodendron stellatum
Craibiodendron stellatum är en ljungväxtart som först beskrevs av Jean Baptiste Louis Pierre, och fick sitt nu gällande namn av William Wright Smith. Craibiodendron stellatum ingår i släktet Craibiodendron, och familjen ljungväxter. Inga underarter finns listade i Catalogue of Life.